# 발데마르 2세

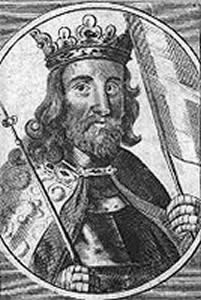
발데마르 2세

발데마르 2세(덴마크어: Valdemar 2, 1170년 5월 9일(또는 6월 28일) ~ 1241년 3월 28일)는 덴마크의 국왕(재위: 1202년 ~ 1241년)이다. 재위 기간 동안에 덴마크의 영토를 확장했기 때문에 승리왕 발데마르(덴마크어: Valdemar Sejr 발데마르 세이르[*]), 정복왕 발데마르라는 별칭으로 부르기도 한다.

## 생애
에스트리센가(Estridsen) 출신이다. 발데마르 1세 국왕과 그의 아내인 민스크의 소피아(Sophia)의 둘째 아들로 태어났다. 12세 때였던 1182년에 아버지가 사망하면서 남윌란의 영주였던 발데마르 크누드센(Valdemar Knudsen) 주교에 의해 남윌란 공작으로 임명되었다.
1193년 발데마르 크누드센 주교가 크누드 6세 국왕에 대한 반란을 일으킨 혐의로 체포되면서 셸란섬의 쇠보르 성(Søborg)에 감금되고 만다. 1201년에는 홀슈타인의 아돌프 3세(Adolf III) 백작이 크누드 6세 국왕에 대한 반란을 일으켰다. 스텔라우(Stellau) 전투에서 승리한 남윌란의 발데마르 공작은 아돌프 3세 백작을 포로로 잡은 뒤에 쇠보르 성에 감금시켰다.
1202년 11월 자신의 형인 크누드 6세가 향년 40세를 일기로 후계자 없이 사망했다. 윌란반도 의회는 그를 덴마크의 국왕으로 추대했다. 덴마크의 국왕으로 즉위한 뒤에는 신성 로마 제국의 황제였던 오토 4세와 동맹 관계를 수립하는 한편 뤼베크, 홀슈타인을 정복하면서 덴마크의 영토를 확장했다.
1205년에는 보헤미아의 오타카르 1세 국왕의 딸인 다그마르(Dagmar)와 결혼했으며 1209년에는 발데마르(Valdemar)라는 아들을 낳았다. 발데마르 왕자는 1209년부터 1216년까지 슐레스비히 공작을 역임했고 1215년 덴마크의 공동 군주 칭호를 받았다. 발데마르는 1218년에 대관식을 치르면서 덴마크의 왕세자가 되었지만 1231년 11월 28일 윌란 반도에서 사냥에 나서던 도중에 총에 맞으면서 사망하고 만다.
1207년 브레멘 수도회 총회 대의원들이 발데마르 크누드센 주교를 주교후로 선출했다. 이 소식을 접한 발데마르 2세는 교황 인노첸시오 3세에게 항의했다. 1209년 교황 인노첸시오 3세는 발데마르 크누드센 주교후를 파문시켰고 니콜라스 1세(Nicholas I)를 슐레스비히 주교로 임명하게 된다. 1212년에는 다그마르 왕비가 출산 도중에 사망했다. 1214년에는 플랑드르와 친선을 맺기 위한 차원에서 포르투갈의 베렝가리아(Berengaria)와 결혼했다.
1214년에는 슐레스비히 주교였던 니콜라스 1세를 덴마크의 총리로 임명했다. 1214년 엘베강 남쪽에 위치한 주교후의 영지를 침공하면서 슈타데(Stade)를 정복했으며 1216년에는 함부르크를 정복했다.
1219년 6월 15일에 일어난 린다니세(Lyndanisse, 현재의 에스토니아 탈린) 전투에서 승리하면서 에스토니아를 정복했다. 린다니세 전투가 진행되던 과정에서 하늘에서 하얀색 십자가가 그려진 붉은색 깃발이 등장하면서 덴마크 군대가 승리했다는 전설이 전하는데 이는 덴마크의 국기에 관한 전설로 여겨진다.
1227년 7월 22일에 일어난 보른회베트(Bornhöved) 전투에서 덴마크군이 홀슈타인 공국-한자 동맹 연합군에게 패배하면서 덴마크는 독일 북부에서 철수하게 된다. 1232년에는 자신의 아들인 에리크 4세와 함께 덴마크의 공동 군주가 되었다. 1241년 3월 28일에 사망했으며 그의 시신은 링스테드(Ringsted)에 위치한 다그마르 왕비의 무덤 옆에 매장되었다.

## 사진

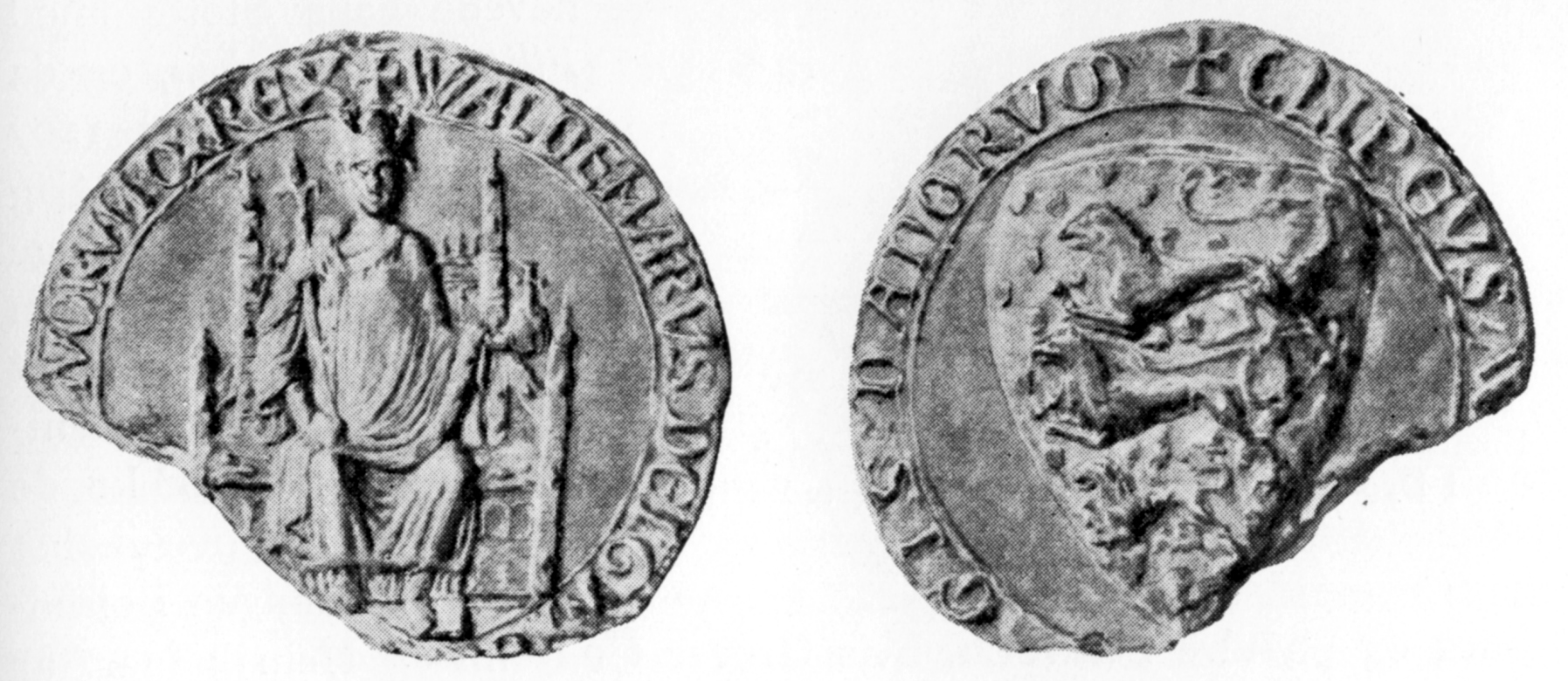
발데마르 2세의 인장
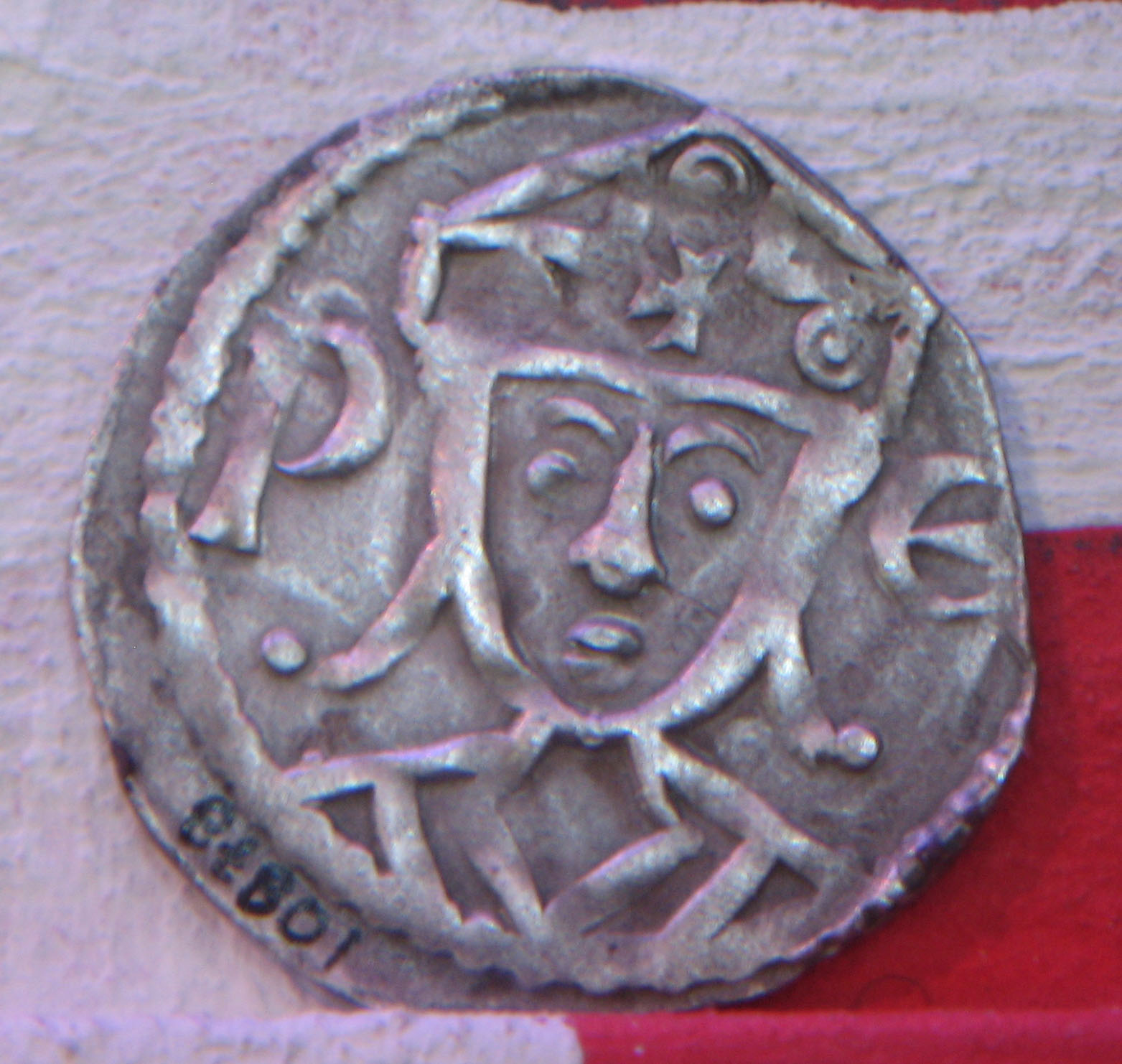
발데마르 2세 시대에 발행된 동전
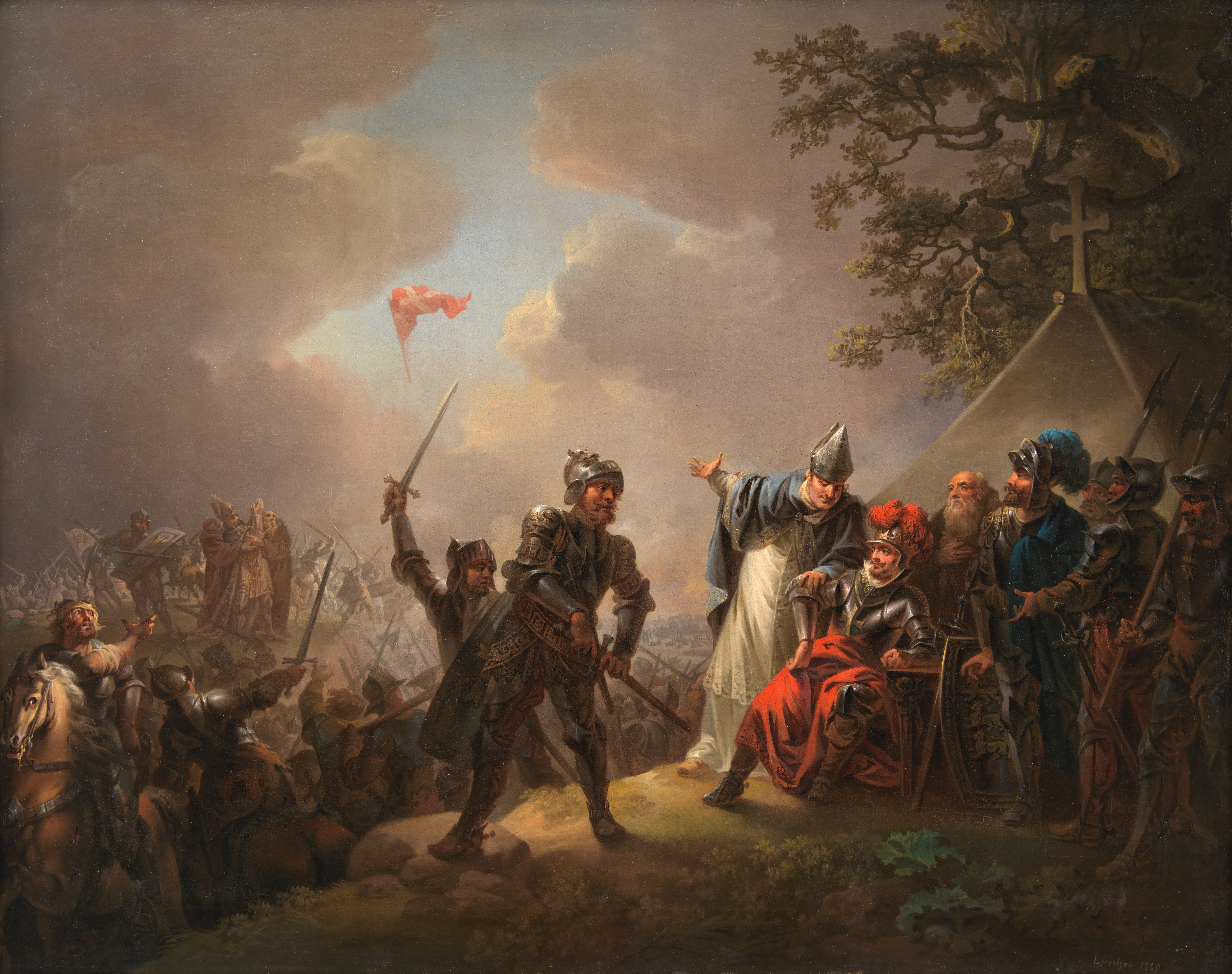
1809년 크리스티안 아우구스트 로렌첸(Christian August Lorentzen)이 제작한 그림 《린다니세 전투 도중에 하늘에서 내려온 덴마크의 국기》
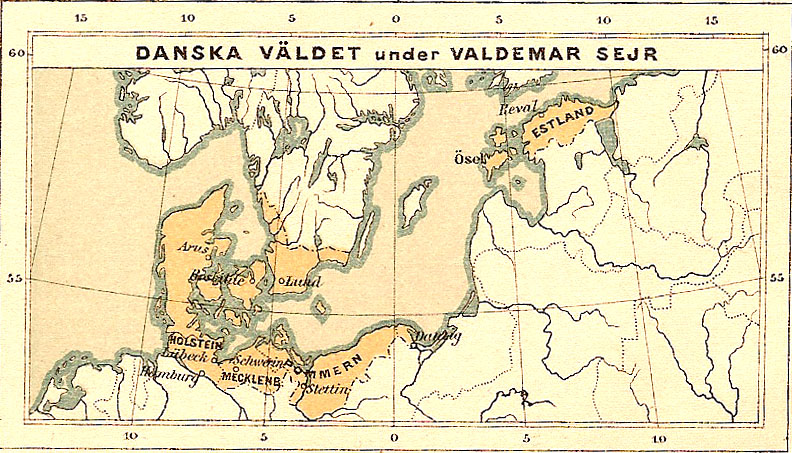
발데마르 2세 시대의 덴마크의 지도

| 전임 크누드 6세 | 덴마크의 국왕 1202년 ~ 1241년 에리크 4세와 공동 군주 (1232년 ~ 1241년) | 후임 에리크 4세 |